# ناحیه هاپکینز، میشیگان
ناحیه هاپکینز (به انگلیسی: Hopkins Township) یک منطقهٔ مسکونی در ایالات متحده آمریکا است که در شهرستان آلگان، میشیگان واقع شده‌است.
 ناحیه هاپکینز ۹۳٫۳ کیلومتر مربع مساحت و ۲٬۶۰۱ نفر جمعیت دارد و ۲۱۴ متر بالاتر از سطح دریا واقع شده‌است.